# DFB-Pokal 1984-1985
La Coppa di Germania 1984-1985 fu la 42ª edizione di questa competizione terminata il 26 maggio 1985. In 6 turni si sfidarono 64 squadre. In finale il Bayer Uerdingen sconfisse il Bayern Monaco 2-1.

## Primo turno
| Squadra 1              | Risultato   | Squadra 2             |
| ---------------------- | ----------- | --------------------- |
| 31.08.1984             |             |                       |
| Duisburger FV 08       | 1 - 4       | Waldhof Mannheim      |
| Stoccarda              | 5 - 4       | RW Oberhausen         |
| Osnabrück              | 2 - 5 (dts) | Friesen Hänigsen      |
| 01.09.1984             |             |                       |
| Altona 93              | 2 - 1       | Eintracht Treviri     |
| Geislingen             | 2 - 0       | Amburgo               |
| Bayer Leverkusen       | 5 - 0       | Kaiserslautern        |
| Eintracht Braunschweig | 1 - 3       | Eintracht Francoforte |
| Colonia                | 8 - 0       | Kickers Stoccarda     |
| Borussia M'gladbach    | 4 - 1       | Blau-Weiß Berlin      |
| Arminia Bielefeld      | 1 - 3 (dts) | Norimberga            |
| Olympia Bocholt        | 1 - 3       | Schalke 04            |
| Dudweiler              | 1 - 5       | Borussia Dortmund     |
| Hertha Berlino         | 1 - 0       | Hessen Kassel         |
| Darmstadt              | 3 - 0       | Friburgo              |
| 1. FC Paderborn        | 1 - 4       | Hannover 96           |
| Kellinghusen           | 1 - 4       | Union Solingen        |
| Ofterdingen            | 0 - 1       | Bochum II             |
| Norimberga II          | 1 - 0       | Ludwigshafen          |
| Jülich                 | 2 - 1       | Rastatt 04            |
| Havelse                | 2 - 2 (dts) | Bochum                |
| Bayreuth               | 7 - 0       | Mettlach              |
| Rot-Weiss Essen        | 1 - 2       | Saarbrücken           |
| 02.09.1984             |             |                       |
| Fortuna Düsseldorf     | 2 - 0       | Ulma                  |
| Oldenburg              | 1 - 6       | Bayer Uerdingen       |
| BV Lüttringhausen      | 0 - 1       | Bayern Monaco         |
| Charlottenburg         | 1 - 3 (dts) | Karlsruhe             |
| OSC Bremerhaven        | 0 - 4       | Werder Brema          |
| Fortuna Colonia        | 2 - 2 (dts) | Duisburg              |
| Herford                | 2 - 3       | Kickers Offenbach     |
| Schwetzingen           | 1 - 2       | Alemannia Aquisgrana  |
| Bayern Monaco II       | 3 - 5       | Wattenscheid 09       |
| Eintracht Haiger       | 2 - 1       | CSC 03 Kassel         |

### Ripetizioni
| Squadra 1  | Risultato       | Squadra 2       |
| ---------- | --------------- | --------------- |
| 25.09.1984 |                 |                 |
| Bochum     | 4 - 0           | Havelse         |
| 02.10.1984 |                 |                 |
| Duisburg   | 2 - 2 (3-5 dcr) | Fortuna Colonia |

## Secondo turno
| Squadra 1            | Risultato   | Squadra 2             |
| -------------------- | ----------- | --------------------- |
| 13.10.1984           |             |                       |
| Borussia Dortmund    | 1 - 1 (dts) | Schalke 04            |
| 20.11.1984           |             |                       |
| Bayer Uerdingen      | 2 - 1       | Fortuna Düsseldorf    |
| Bochum II            | 1 - 2       | Stoccarda             |
| 21.11.1984           |             |                       |
| Friesen Hänigsen     | 0 - 8       | Bayern Monaco         |
| Altona 93            | 0 - 3       | Bayer Leverkusen      |
| Eintracht Haiger     | 1 - 0 (dts) | Karlsruhe             |
| Bayreuth             | 1 - 2       | Union Solingen        |
| Geislingen           | 4 - 2       | Kickers Offenbach     |
| Norimberga II        | 0 - 3       | Jülich                |
| Wattenscheid 09      | 0 - 4       | Waldhof Mannheim      |
| Hertha Berlino       | 4 - 3 (dts) | Fortuna Colonia       |
| Borussia M'gladbach  | 4 - 2 (dts) | Eintracht Francoforte |
| Werder Brema         | 5 - 0       | Darmstadt             |
| Alemannia Aquisgrana | 3 - 0       | Bochum                |
| Saarbrücken          | 4 - 1       | Norimberga            |
| Hannover 96          | 2 - 1       | Colonia               |

### Ripetizione
| Squadra 1  | Risultato | Squadra 2         |
| ---------- | --------- | ----------------- |
| 31.10.1984 |           |                   |
| Schalke 04 | 3 - 2     | Borussia Dortmund |

## Ottavi di finale
| Squadra 1            | Risultato   | Squadra 2           |
| -------------------- | ----------- | ------------------- |
| 04.12.1984           |             |                     |
| Bayern Monaco        | 1 - 0       | Waldhof Mannheim    |
| 12.12.1984           |             |                     |
| Jülich               | 2 - 4       | Werder Brema        |
| 22.12.1984           |             |                     |
| Geislingen           | 0 - 2       | Bayer Uerdingen     |
| Eintracht Haiger     | 0 - 8       | Union Solingen      |
| Hannover 96          | 1 - 0       | Schalke 04          |
| Alemannia Aquisgrana | 0 - 2       | Borussia M'gladbach |
| Stoccarda            | 0 - 0 (dts) | Saarbrücken         |
| 05.02.1985           |             |                     |
| Hertha Berlino       | 0 - 4       | Bayer Leverkusen    |

### Ripetizione
| Squadra 1   | Risultato       | Squadra 2 |
| ----------- | --------------- | --------- |
| 05.02.1985  |                 |           |
| Saarbrücken | 2 - 2 (3-0 dcr) | Stoccarda |

## Quarti di finale
| Squadra 1        | Risultato | Squadra 2           |
| ---------------- | --------- | ------------------- |
| 16.02.1985       |           |                     |
| Union Solingen   | 1 - 2     | Borussia M'gladbach |
| Saarbrücken      | 1 - 0     | Hannover 96         |
| 12.03.1985       |           |                     |
| Bayer Uerdingen  | 2 - 1     | Werder Brema        |
| 26.03.1985       |           |                     |
| Bayer Leverkusen | 1 - 3     | Bayern Monaco       |

## Semifinali
| Squadra 1     | Risultato   | Squadra 2           |
| ------------- | ----------- | ------------------- |
| 06.04.1985    |             |                     |
| Saarbrücken   | 0 - 1       | Bayer Uerdingen     |
| Bayern Monaco | 1 - 0 (dts) | Borussia M'gladbach |

## Finale
| Squadra 1     | Risultato | Squadra 2       |
| ------------- | --------- | --------------- |
| 26.05.1985    |           |                 |
| Bayern Monaco | 1 - 2     | Bayer Uerdingen |

| Arbitro: | Werner Föckler |

|                         |           |           |
| Feilzer 9’, Schäfer 82’ | Marcatori | 8’ Hoeneß |

| Uerdingen | Bayern Munich |

| FC BAYER 05 UERDINGEN: |   |                     |  |     |
|                        |   |                     |  |     |
| GK                     | 1 | Werner Vollack      |  |     |
| DF                     |   | Matthias Herget (c) |  |     |
| DF                     |   | Karl-Heinz Wöhrlin  |  |     |
| DF                     |   | Norbert Brinkmann   |  |     |
| DF                     |   | Ludger van de Loo   |  |     |
| MF                     |   | Horst Feilzer       |  | 60’ |
| MF                     |   | Friedhelm Funkel    |  |     |
| MF                     |   | Wolfgang Funkel     |  |     |
| MF                     |   | Werner Buttgereit   |  |     |
| FW                     |   | Wolfgang Schäfer    |  |     |
| FW                     |   | Lárus Guðmundsson   |  | 82’ |
| Sostituzioni:          |   |                     |  |     |
| MF                     |   | Wayne Thomas        |  | 82’ |
| FW                     |   | Peter Loontiens     |  | 60’ |
| Allenatore:            |   |                     |  |     |
| Karl-Heinz Feldkamp    |   |                     |  |     |

| FC BAYERN MÜNCHEN: |   |                       |     |     |
|                    |   |                       |     |     |
| GK                 | 1 | Raimond Aumann        |     |     |
| SW                 |   | Klaus Augenthaler (c) |     |     |
| CB                 |   | Hans Pflügler         |     |     |
| CB                 |   | Norbert Eder          |     |     |
| RWB                |   | Holger Willmer        |     | 71’ |
| LWB                |   | Søren Lerby           |     |     |
| CM                 |   | Lothar Matthäus       |     |     |
| CM                 |   | Wolfgang Dremmler     | 48’ |     |
| AM                 |   | Ludwig Kögl           |     |     |
| CF                 |   | Roland Wohlfarth      |     | 51’ |
| CF                 |   | Dieter Hoeneß         |     |     |
| Sostituzioni:      |   |                       |     |     |
| DF                 |   | Bertram Beierlorzer   |     | 51’ |
| FW                 |   | Michael Rummenigge    |     | 71’ |
| Allenatore:        |   |                       |     |     |
| Udo Lattek         |   |                       |     |     |

Bayer Uerdingen
(1º successo)